# Heer (Wehrmacht)
A Heer a Harmadik Birodalom szárazföldi haderőjének megnevezése volt 1935 és 1945 között. A Kriegsmarine (haditengerészet) és a Luftwaffe (légierő) után a harmadik haderőnem a Wehrmachtban.
A szárazföldi erők főparancsnoksága alá (Oberkommando des Heeres) tartozott.
1941 decemberében a sikertelen Barbarossa hadművelet után Adolf Hitler saját magát nevezte ki a wehrmacht szárazföldi erejének (OKH) főparancsnokává.

## A Blitzkrieg előkészítése
A szárazföldi erők (Heer) volt a Wehrmacht legnagyobb létszámú hadereje. Az újonnan besorozottak többsége a gyalogsághoz került, ahhoz a haderőnemhez, amely alig változott az I. világháború óta. Megmaradtak a hagyományosan három ezredből álló, tüzérséggel és műszakiakkal megerősített hadosztályok; és – habár néha biztosították számukra a gépesített szállítást – a katonáknak legtöbbször a saját lábukon kellett harcba vonulni. A tüzérség lövegeit is többnyire lóval vontatták. Létrejöttek azonban, nagyrészt Guderian közreműködésének köszönhetően, a Panzer (páncélos) hadosztályok.
Guderian és a hozzá hasonlóan gondolkodó tisztek hamar felismerték a páncélosokban rejlő lehetőségeket: használatukkal visszatért a mozgékonyság a hadszíntérre. A harckocsik azonban egymagukban nem voltak elegendőek, csak egy több fegyvernemet (gépesített gyalogságot, tüzérséget és műszakiakat, valamint a légierő egységeit) felölelő hadrend részeként hajthatták végre eredményesen a feladatukat. Ez a feladat pedig az volt, hogy megtalálják és kihasználják az ellenséges arcvonal gyenge pontjait. Megkerülve a megerősített védelmi pontokat behatoltak a vonalak mögé, és felszámolták az ellenség parancsnoki és irányítási központjait. A központtól ily módon elvágott frontvonalon harcoló erőket könnyű volt leküzdeni, és elejét venni a nagy veszteségekkel járó állóháborúnak. A tervezet később Villámháború (Blitzkrieg) néve vált ismertté.
Hitler biztosította a szükséges anyagiakat. 1935-ben létrehozták az első páncélos hadosztályt. Ezek hatékony erőt képviseltek a gyors csapásmérésre hívatott páncélosezredekkel, és az ezeket kiegészítő gépesített gyalogsággal, vontatott tüzérséggel és műszaki egységekkel. Emellett Göringet is sikerült rávenni, hogy a Luftwaffe egységeinek zömét szentelje a szárazföldi csapatok támogatására. A Ju 87-es Stuka zuhanóbombázókat például kifejezetten arra használták, hogy fellazítsa az ellenséget a páncélosok támadása előtt.

## Hadjáratok
Eleinte a villámháborús terv több alkalommal is bevált. Lengyelország (1939 szeptember), Norvégia és Dánia (1940 április), Belgium, Hollandia és Franciaország (1940 május), Jugoszlávia és Görögország (1941 április), és részben a Barbarossa hadműveletnél is (1941 június). Azonban már a korai szakaszban megmutatkoztak azok a hiányosságok, melyek a későbbiekben végzetesnek bizonyultak. Az egyik ilyen hiányosság volt, hogy 1939-ben még csak 7 páncéloshadosztály állt rendelkezésre, ami csak nagyon kis hányadát tette ki a Wehrmachtnak. A hadsereg zömét még mindig gyalogosok alkották, ám ők gyakran lemaradtak a gépesített ékek mögött. Már a nyugati fronton jelentkeztek ezek a problémák, ráadásul a gyalogosok iramát még jobban lelassította a terület megerősítésének feladata és a hadifoglyok nagy száma. A páncélosoknál utánpótlási nehézségek is jelentkeztek, mivel a hadtáposzlopok is forgalmi dugóba kerültek, vagy csak egyszerűen lemaradtak a páncélosok mögött. Mindezek ellenére ekkor még egyik probléma sem bizonyult kritikusnak. 

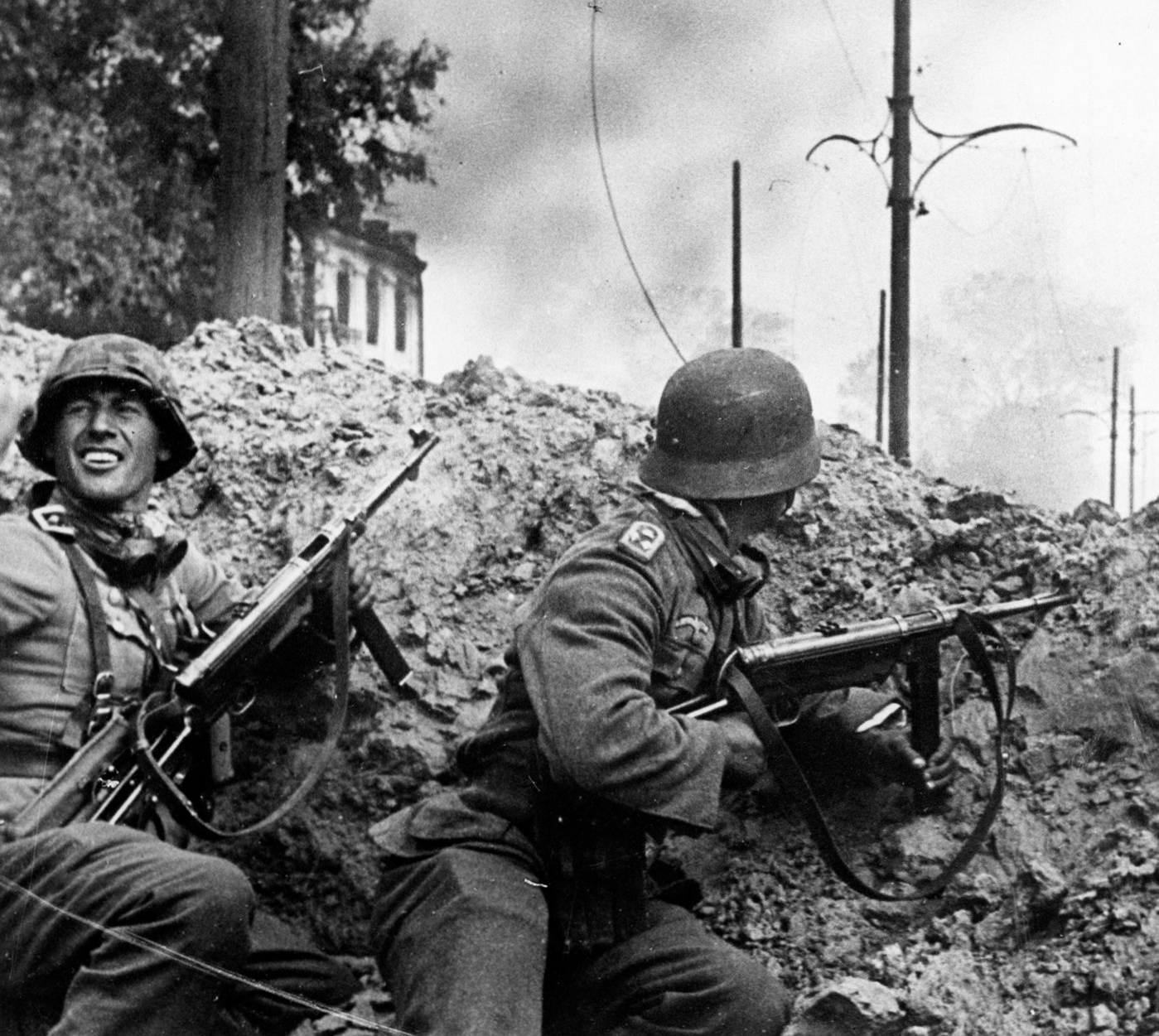
A 24. páncélos hadosztály katonái Sztálingrádban.

Azonban amikor Hitler kelet felé fordult és elrendelte a Szovjetunió megtámadását döntő fontosságúvá váltak. Sokkal nehezebb volt az ellátás megszervezése, mely elengedhetetlen a hadsereg mozgásban tartásához. A szovjet úthálózat kezdetleges volt és hamarosan az is tönkrement, a vasúti sínek nyomtávja pedig szélesebb, mint Európa többi részén. Ráadásul Sztálin meghirdette a felperzselt föld taktikáját, aminek következtében a támadók az elfoglalt területeken semmi hasznosíthatót nem találtak. Sokszor a terepviszonyok sem segítették a németeket. A Balti államokban a sűrű átjárhatatlan erdők, míg Pripjaty környékén a mocsaras területek lassították a haladást. 1941 októberében elkezdődtek az esőzések, sártengerré változtatva a már amúgy is járhatatlan utakat, így a járművek gyakran beragadtak. A hamarosan beköszöntő rendkívül kemény –40 °C-os orosz télre nem voltak felkészülve. Az üzemanyag megfagyott, a fegyverek felmondták a szolgálatot, a katonák pedig nem rendelkeztek megfelelő téli öltözettel. December 5-re a németek teljesen elakadtak. A szovjeteknek így volt idejük összeszedni az erejüket. Ráadásul Hitler 1941. december 19-én átvette a szárazföldi csapatok főparancsnoki posztját is. Ezzel a lépésével megkezdte a korábbi győzelmekben komoly szerepet játszó, az alárendelteknek nagyobb önállóságot hagyó, úgynevezett küldetés orientált vezetésszemlélet felszámolását és az ezzel ellentétesen ható központosítást.
Miután 1941 decemberében az Egyesült Államok is belépett a háborúba Németország hadat üzent, ezzel felkészülve a többfrontos harcra. A németeket az sem segítette, hogy szövetségesük Olaszország gyengélkedett a Balkánon, Görögországban és Észak-Afrikában, így Hitler számára nem volt más megoldás: csapatokat kellett küldenie szövetségese megsegítésére. A hadosztályok átcsoportosítása tovább gyengítette az ekkor már amúgy is komoly gondokkal küszködő Wehrmachot. A villámháborús terv meghiúsult, a németek döntő fontosságú ütközetekben (Moszkva, Leningrád, Sztálingrád, Kurszk, El-Alamein) sorra vereséget szenvedtek, míg a szövetségesek fokozatosan megnövelték erejüket, így már nem volt kérdéses a háború kimenetele.